# Grabno (województwo małopolskie)
Grabno – wieś w Polsce położona w województwie małopolskim, w powiecie tarnowskim, w gminie Wojnicz.
W 1595 roku wieś położona w powiecie sądeckim województwa krakowskiego była własnością starosty olsztyńskiego Joachima Ocieskiego. W latach 1975–1998 miejscowość administracyjnie należała do województwa tarnowskiego. Nazwa wsi pochodzi od grabów – drzew rosnących we wsi, bądź też od licznych grobów, ponieważ na początku istnienia wsi szerzyła się zaraza. Grabno położone jest na północnym krańcu Pogórza Wiśnickiego. Wieś otaczają wzgórza i lasy.